# Lee Shallat-Chemel
Lee Shallat-Chemel (Los Angeles, 15 giugno 1943) è una regista e produttrice televisiva statunitense.

## Biografia
Nasce inizialmente come regista teatrale, nei primi anni ottanta lavora in alcuni teatri di Hollywood.
Nel 1984 passa alla televisione, in seguito all'incontro con il produttore Gary David Goldberg, dirigendo diversi episodi di Casa Keaton. In seguito dirige anche vari episodi delle serie Il mio amico Arnold, Murphy Brown, Innamorati pazzi, Susan, Becker, Sydney, Raven, Arrested Development - Ti presento i miei, The Middle, Sonny tra le stelle e moltissime altre.
È divenuta famosa per aver prodotto 30 episodi delle prime due stagioni de La tata, dirigendone anche molti di questi e per aver prodotto 22 episodi di Una mamma per amica. Ha diretto inoltre gran parte degli episodi della serie Spin City tra il 1996 e il 1997.
Ha diretto diversi film per la televisione e ricevuto tre candidature agli Emmy Award nel 1992, 1994 e 1995 per gli episodi di alcuni telefilm da lei diretti.